# Női 4 × 100 méteres gyorsúszás az 1912. évi nyári olimpiai játékokon
Az 1912. évi nyári olimpiai játékokon az úszás női 4 × 100 méteres gyorsváltó versenyszámát július 15-én rendezték a Djurgårdbrunnsvikenben.

## Rekordok
A versenyt megelőzően nem volt hivatalos rekord érvényben női 4 × 100 méteres gyorsváltóban.
A versenyen új rekord született:
| Világrekord | Döntő | Nagy-Britannia (GBR) · Belle Moore · Jennie Fletcher · Annie Speirs · Irene Steer | 5:52,8 | Stockholm, Svédország | 1912. július 15. |

## Eredmények
Az időeredmények másodpercben értendők. A rövidítések jelentése a következő:
- WR: világrekord

### Döntő
| H     | Nemzet               | Név               | E          | Mj |
| ----- | -------------------- | ----------------- | ---------- | -- |
| Arany | Nagy-Britannia (GBR) | Belle Moore       | 5:52,8     | WR |
| Arany | Nagy-Britannia (GBR) | Jennie Fletcher   | 5:52,8     | WR |
| Arany | Nagy-Britannia (GBR) | Annie Speirs      | 5:52,8     | WR |
| Arany | Nagy-Britannia (GBR) | Irene Steer       | 5:52,8     | WR |
| Ezüst | Németország (GER)    | Wally Dressel     | 6:04,6     |    |
| Ezüst | Németország (GER)    | Louise Otto       | 6:04,6     |    |
| Ezüst | Németország (GER)    | Hermine Stindt    | 6:04,6     |    |
| Ezüst | Németország (GER)    | Grete Rosenberg   | 6:04,6     |    |
| Bronz | Ausztria (AUT)       | Margarete Adler   | 6:17,0     |    |
| Bronz | Ausztria (AUT)       | Klara Milch       | 6:17,0     |    |
| Bronz | Ausztria (AUT)       | Josephine Sticker | 6:17,0     |    |
| Bronz | Ausztria (AUT)       | Bertha Zahourek   | 6:17,0     |    |
| 4.    | Svédország (SWE)     | Greta Carlsson    | nincs adat |    |
| 4.    | Svédország (SWE)     | Greta Johansson   | nincs adat |    |
| 4.    | Svédország (SWE)     | Sonja Johnsson    | nincs adat |    |
| 4.    | Svédország (SWE)     | Vera Thulin       | nincs adat |    |